# Lukman Haruna
Haruna Abdulkarim Lukman (ur. 4 grudnia 1990 w Jos) – nigeryjski piłkarz, reprezentant kraju grający na pozycji pomocnika.

## Kariera piłkarska
Przygodę z futbolem rozpoczął w 2006 w Moderate Stars Academy oraz w 2007 w Global Crystal Academy w Nigerii. W 2008 dołączył do drużyny juniorów francuskiej drużyny Ligue 1 AS Monaco, chociaż interesowały się nim takie zespoły jak Real Madryt, FC Porto czy SL Benfica. W tym samym roku został przeniesiony do drużyny seniorów. W barwach Les Monégasques wystąpił w 44 spotkaniach, w których strzelił 3 bramki.
26 czerwca 2011 podpisał 5-letni kontrakt z Dynamem Kijów. 3 marca 2015 został wypożyczony do Howerły Użhorod, a 9 lipca 2015 do Anży Machaczkała. 9 marca 2016 został wypożyczony do kazachskiego klubu z Astany. Po wygaśnięciu kontraktu w końcu grudnia 2016 opuścił Dynamo, w którym przez 5 lat zagrał 50 razy, ośmiokrotnie pokonując bramkarzy rywali.  
W 2018 dołączył do litewskiej FK Palanga, w której rozegrał 8 spotkań. Następnie zaliczył epizody w US Tataouine (2 występy, 1 gol) i Araracie Erywań (5 występów). Po sezonie 2019/20 zakończył karierę piłkarską. 
| Sezon   | Klub             | Kraj       | Rozgrywki        | Mecze | Bramki |
| ------- | ---------------- | ---------- | ---------------- | ----- | ------ |
| 2008/09 | AS Monaco        | Francja    | Ligue 1          | 4     | 0      |
| 2009/10 | AS Monaco        | Francja    | Ligue 1          | 23    | 3      |
| 2010/11 | AS Monaco        | Francja    | Ligue 1          | 17    | 0      |
| 2011/12 | Dynamo Kijów     | Ukraina    | Premier-liha     | 14    | 0      |
| 2012/13 | Dynamo Kijów     | Ukraina    | Premier-liha     | 18    | 5      |
| 2013/14 | Dynamo Kijów     | Ukraina    | Premier-liha     | 18    | 3      |
| 2014/15 | Howerła Użhorod  | Ukraina    | Premier-liha     | 5     | 0      |
| 2015/16 | Anży Machaczkała | Rosja      | Priemjer-Liga    | 12    | 1      |
| 2016    | FK Astana        | Kazachstan | Priemjer Ligasy  | 10    | 1      |
| 2018    | FK Palanga       | Litwa      | A lyga           | 8     | 0      |
| 2019/20 | Ararat Erywań    | Armenia    | Barcragujn chumb | 5     | 0      |

## Kariera reprezentacyjna
Haruna reprezentował Nigerię w młodzieżowych drużynach U-17 (5 występów, jedna bramka) i U-20 (2 występy). 
Karierę reprezentacyjną rozpoczął 9 stycznia 2008 meczem przeciwko reprezentacji Sudanu, wygranym 2:0. 30 maja 2010 strzelił swoją pierwszą bramkę dla drużyny narodowej w spotkaniu z Kolumbią. 
W tym samym roku został powołany przez trenera Larsa Lagerbäcka na Mistrzostwa Świata. Podczas turnieju wystąpił w dwóch spotkaniach z Argentyną i Grecją. Nigeria zakończyła turniej na fazie grupowej. Po raz ostatni w kadrze Haruna zagrał 5 września 2015 w spotkaniu z Tanzanią, zremisowanym 0:0. Łącznie w latach 2008–2015 Haruna zagrał w 8 spotkaniach reprezentacji Nigerii, w których strzelił jedną bramkę. 
| Mecze i gole w reprezentacji | Mecze i gole w reprezentacji | Mecze i gole w reprezentacji | Mecze i gole w reprezentacji | Mecze i gole w reprezentacji | Mecze i gole w reprezentacji | Mecze i gole w reprezentacji |
| #                            | Data                         | Miasto                       | Przeciwnik                   | Gol                          | Wynik                        | Rozgrywki                    |
| ---------------------------- | ---------------------------- | ---------------------------- | ---------------------------- | ---------------------------- | ---------------------------- | ---------------------------- |
| 1.                           | 09.01.2008                   | Estepona                     | Sudan                        |                              | 2:0                          | towarzyski                   |
| 2.                           | 27.05.2008                   | Graz                         | Austria                      |                              | 1:1                          | towarzyski                   |
| 3.                           | 25.05.2010                   | Wattens                      | Arabia Saudyjska             |                              | 0:0                          | towarzyski                   |
| 4.                           | 30.05.2010                   | Milton Keynes                | Kolumbia                     | Gol                          | 1:1                          | towarzyski                   |
| 5.                           | 06.06.2010                   | Tembisa                      | Korea Północna               |                              | 3:1                          | towarzyski                   |
| 6.                           | 12.06.2010                   | Johannesburg                 | Argentyna                    |                              | 0:1                          | MŚ 2010                      |
| 7.                           | 17.06.2010                   | Bloemfontein                 | Grecja                       |                              | 1:2                          | MŚ 2010                      |
| 8.                           | 05.09.2015                   | Dar es Salaam                | Tanzania                     |                              | 0:0                          | El. PNA 2017                 |

## Sukcesy i odznaczenia

### Sukcesy klubowe
AS Monaco
- Finał Pucharu Francji (1): 2009/10

Dynamo Kijów
- Puchar Ukrainy (1): 2013/14
- Superpucharu Ukrainy (1): 2011

FK Astana
- Mistrzostwo Priemjer Ligasy (1): 2016
- Puchar Kazachstanu w piłce nożnej (1): 2016

### Sukcesy reprezentacyjne
- mistrz Świata U-17: 2007
- mistrz Afryki U-17: 2007